# Izabalmeer
Het Izabalmeer (Spaans: Lago de Izabal) is het grootste meer van Guatemala, gelegen in het departement Izabal.
Het meer is ongeveer 48 kilometer lang en 24 kilometer breed en heeft een oppervlakte van 589,6 km². De maximumdiepte is achttien meter. Het meer wordt vooral gevoed door de rivier de Polochic en het water stroomt via de Golfete Dulce en de Río Dulce naar de circa dertig kilometer van het meer gelegen Golf van Honduras.
Het oorspronkelijk Spaanse koloniale fort Castillo de San Felipe de Lara, nu een Guatemalteeks nationaal monument, werd gebouwd om de toegang naar het meer vanaf zee te bewaken tegen piraten.
Het meer heeft een grote rijkdom aan dieren. Zo zijn er veel vogelsoorten te vinden en wonen er Caribische lamantijnen, jaguars en apen.